# 旭紙業
旭紙業株式会社（あさひしぎょう、Asahi Sigyo Inc,.）は、梱包用段ボールなどを製造する日本の製紙会社である。	

## 事業所
- 本社 - 東京都港区高輪4丁目11-32
- 横浜工場 - 横浜市磯子区新磯子町30-5
- 藤枝工場 - 静岡県藤枝市高柳2712

## 沿革
- 1910年 - 創業者である小林孝次郎が、川崎市で段ボール製造を開始
- 1930年 - 東京市渋谷区向山町に工場を移転、合資会社旭紙器製作所を設立
- 1936年 - 東京市品川区に本社・工場を移転
- 1941年 - 旭紙業株式会社を設立
- 1971年 - 藤枝工場操業開始
- 1979年 - 横浜工場操業開始
- 2003年5月 - 横浜工場より出火、全焼（不審火と見られる）
- 2003年10月 - 横浜工場稼動再開